# Marcos Aurélio de Oliveira Lima
Marcos Aurélio de Oliveira Lima, mais conhecido simplesmente como Marcos Aurélio (Cuiabá, 10 de fevereiro de 1984) é um ex-futebolista brasileiro, que atuava como meia-atacante.

## Carreira
Formado nas categorias de base do Corinthians, em 2003, depois de ter sido aprovado em todos os testes e participado de inúmeros treinos com os reservas, foi mandado embora do Parque São Jorge.
Foi profissionalizado pelo União Barbarense, em 2004. Pelo clube, foi campeão da Série C no mesmo ano.
No ano seguinte, foi campeão goiano pelo Vila Nova.
Em 2006, depois de se destacar com a camisa do Bragantino, o centroavante foi parar no Atletico-PR. Após se destacar no clube, onde foi o artilheiro do time na temporada com 14 gols em 29 jogos, foi comprado pelo Santos em 2007, após saída turbulenta na Justiça.
No Santos, conquistou o Campeonato Paulista no mesmo ano e foi eleito o melhor atacante da competição.
Chegou ao Coritiba em janeiro de 2009. No Atle-Tiba do Paranaense 2010, marcou um dos gols que ajudou o Coxa a conquistar seu 34º título estadual. Em outubro de 2010, completou 100 jogos pelo clube. Foi um dos responsáveis pela volta do Coritiba à Série A do Campeonato Brasileiro, em 2010.
Foi contratado pelo Inter no começo de 2012, pedido pelo técnico Dorival Júnior, mas não conseguiu se firmar entre os titulares.
Em janeiro de 2013, foi contratado pelo Sport Recife por empréstimo. Não conseguiu fazer um bom primeiro semestre, onde marcou apenas cinco gols no Pernambucano (em 13 jogos disputados) e quatro na Copa do Nordeste (em sete partidas). Na Série B brilhou e assumiu o posto de goleador do time, marcando 22 gols e terminando na vice-artilharia geral da competição.
Em janeiro de 2014, foi emprestado ao Jeonbuk Hyundai, da Coreia do Sul.
Em junho de 2014, foi emprestado ao Bahia. Com o clube, foi rebaixado no Brasileirão e não renovou contrato.
Chegou ao Ceará em janeiro de 2015. Após rescindir seu contrato com o clube, onde venceu a Copa do Nordeste de 2015, em junho de 2015, retornou ao Coritiba.
Em março de 2016 acertou com o CRB, mas pouco atuou e acabou dispensado.
Em 2017, acertou com o Luverdense para a disputa da Série B do Campeonato Brasileiro.
Em 2018, chegou ao Botafogo-PB, temporada em que o clube foi campeão paraibano e chegou às quartas de final da Série C do Brasileiro e da Copa do Nordeste. Jogou 38 partidas e marcou 14 gols, no total. Terminaria aquele ano jogando por empréstimo no Sampaio Corrêa, atuando por apenas quatro partidas, sem marcar gols.
De volta ao Botafogo-PB em 2019, ajudou o Belo no bicampeonato paraibano, marcando um dos gols da primeira partida da final (vitória por 2 a 1 contra o Campinense) e no vice da Copa do Nordeste. Em 35 participações, marcou 8 gols e deu 3 assistências.
Foi contratado pelo Brasiliense em outubro de 2019, onde fez 25 jogos e marco 7 gols.
Após a passagem pelo Brasiliense no início da temporada 2020, voltou ao Botafogo-PB, dessa vez para ajudar na complicada campanha alvinegra na Série C, em que lutou com o Treze-PB até a última rodada para não ser rebaixado.
Na temporada 2021, Marcos Aurélio atuou pelo Botafogo-PB, disputou 40 jogos e marcou cinco gols.
Foi contratado pelo Taubaté para disputar o Campeonato Paulista da Série A2 em 2022. Atuou em 12 partidas, sendo oito como titular.
Em abril de 2022, foi contratado pelo Altos para a disputa da Série C do Brasileiro e da Copa do Brasil.

## Títulos
União Barbarense
- Campeonato Brasileiro - Série C: 2004

Vila Nova
- Campeonato Goiano: 2005

Santos
- Campeonato Paulista: 2007

Coritiba
- Campeonato Paranaense: 2010 e 2011
- Campeonato Brasileiro - Série B: 2010

Internacional
- Campeonato Gaúcho: 2012

Ceará
- Copa do Nordeste: 2015

Botafogo-PB
- Campeonato Paraibano: 2018 e 2019

### Individuais
- Seleção do Campeonato Paulista: 2007[30]
- Campeonato Brasileiro - Série B de 2013: Vice-Artilheiro (22 gols)